# 대구 동화사 아미타회상도
대구 동화사 아미타회상도(大邱 桐華寺 阿彌陀會上圖)는 대한민국 대구광역시 동구, 동화사에 있는 조선시대의 불화이다. 2009년 2월 23일 대한민국의 보물 제1610호로 지정되었다.

## 개요
이 불화는 1699년 대화원(大畵員) 의균(義均)을 비롯한 묘해(妙解)·지영(智英)·상명(尙明) 등 이 참여해서 그린 아미타불화로서 불보살과 호법신중을 3폭에 나누어 그린 형식을 취하고 있다. 세 폭 모두 박락이 심하고 채색이 떨어져 나가긴 하였지만 가는 철선묘(鐵線描)의 양감 있는 얼굴, 균형 잡힌 신체비례, 섬세한 인물표정, 담채색의 은은한 색조 등에서 의균의 뛰어난 필력과 색채 감각을 잘 드러내고 있다. 또한 이 불화는 화폭의 구성에서 본존을 중심으로 보살, 나한, 신중을 모두 한 폭에 그리는 일반적인 불화형식과 달리 아미타불과 팔대보살을 한 폭에, 나한과 범천·제석천, 사천왕 등 호법신을 각각 좌우 2폭으로 나누어 그림으로서 부처님의 설법장면과 수호신중을 구분짓는 형식을 취하고 있다.
이 작품은 17세기말에서 18세기 초반에 걸쳐 팔공산 지역을 중심으로 활발한 활동을 한 대표적인 화사인 의균의 현존 작품 가운데 가장 오래된 불화라는 점에서 그의 초기 작품세계를 이해하는데 매우 주목되는 작품이다.

## 같이 보기
- 동화사

## 참고 자료
- 대구 동화사 아미타회상도 - 국가유산청 국가유산포털